# جيمس راسل ويغينز
كان جيمس راسل ويغينز (بالإنجليزية: James Russell Wiggins)‏ (و.4 ديسمبر 1903 – 19 نوفمبر 2000) دبلوماسي أمريكي، شغل منصب سفير الولايات المتحدة لدى الأمم المتحدة . وكان محررًا لصحيفة واشنطن بوست.

## روابط خارجية
- جيمس راسل ويغينز على موقع مونزينجر (الألمانية)